# Immobilien Austrian Traded Index
Der Immobilien Austrian Traded Index (IATX) ist ein Aktienindex der Wiener Börse.
Der IATX wurde von der Wiener Börse entwickelt und wird an Tagen mit Börsenhandel laufend errechnet und veröffentlicht. Der Index enthält die Aktien der 8 (Stand 26. November 2008) wichtigsten Immobilien-Unternehmen Österreichs. Es sind die Aktien der bedeutendsten an der Wiener Börse notierten Immobilienwertpapiere.
Durch stetige Wertentwicklung und eine deutlich geringere Volatilität von Immobilienwertpapiere sind diese Unternehmen nicht mit anderen im ATX enthaltenen vergleichbar und bilden einen eigenen Index.
Der IATX startete am 2. Jänner 1996 mit einem Startkapital von 754.989.663,26 ATS (54.867.238,60 EUR) bei 155,47 Punkten.